# Alginate de moulage
 (janvier 2022).
Si vous disposez d'ouvrages ou d'articles de référence ou si vous connaissez des sites web de qualité traitant du thème abordé ici, merci de compléter l'article en donnant les références utiles à sa vérifiabilité et en les liant à la section « Notes et références ».
L'alginate de moulage est une poudre contenant entre 12 et 20 composants, dont l'alginate comme matière première gélifiante, et qui sert à prendre les empreintes.
Il est employé par les dentistes pour mouler les empreintes de la bouche nécessaires à la fabrication d'un appareil dentaire. Les artistes ont progressivement découvert un matériau de moulage, à la fois d'une grande souplesse, facile à utiliser, efficace et performant.